# Ballwin
Ballwin és una població dels Estats Units a l'estat de Missouri. Segons el cens del 2000 tenia 31.283 habitants.

## Demografia
Segons el cens del 2000, Ballwin tenia 31.283 habitants, 11.797 habitatges, i 8.942 famílies. La densitat de població era de 1.349,5 habitants per km².
Dels 11.797 habitatges en un 37,2% hi vivien nens de menys de 18 anys, en un 65,6% hi vivien parelles casades, en un 8% dones solteres, i en un 24,2% no eren unitats familiars. En el 20,6% dels habitatges hi vivien persones soles el 7,3% de les quals corresponia a persones de 65 anys o més que vivien soles. El nombre mitjà de persones vivint en cada habitatge era de 2,65 i el nombre mitjà de persones que vivien en cada família era de 3,09.
Per edats la població es repartia de la següent manera: un 27% tenia menys de 18 anys, un 6,4% entre 18 i 24, un 29,9% entre 25 i 44, un 24,5% de 45 a 60 i un 12,1% 65 anys o més.
L'edat mediana era de 38 anys. Per cada 100 dones de 18 o més anys hi havia 91,6 homes.
Entorn del 2% de les famílies i el 3,2% de la població estaven per davall del llindar de pobresa.

## Poblacions més properes
El següent diagrama mostra les poblacions més properes.